# Marie-Jeanne Bécu, contessa du Barry
Marie-Jeanne Bécu, contessa du Barry, precedentemente Jeanne Bécu de Cantigny o Jeanne Gomard de Vaubernier (Vaucouleurs, 19 agosto 1743 – Parigi, 8 dicembre 1793), nota come Madame du Barry, fu l'ultima favorita di Luigi XV di Francia.
Grazie alla sua grande influenza sul sovrano costruì a Versailles un complesso intreccio di intrighi; fu ghigliottinata durante il periodo del Terrore seguito alla rivoluzione.

## Biografia

### Le sue origini
Un mastro rosticciere parigino chiamato Jean Bécu, nato durante il regno di Luigi XIII, ebbe un figlio chiamato Fabien, ritenuto uno degli uomini più belli della capitale. Il suo fascino colpì una dama della nobiltà, Séverine Bonnet de Cantigny, contessa di Montdidier, vedova, che lo sposò senza pensare ai pregiudizi sociali, ma lei morì dopo poco.
Fabien Bécu si fece da allora in poi chiamare Bécu de Cantigny. Dopo essere stato commerciante di vino, divenne cuoco di Isabelle de Ludres, ex-amante di Luigi XIV che si era ritirata nelle sue terre in Lorena, nel castello di Vaucouleurs. Il 22 dicembre 1693 sposò in seconde nozze Jeanne Husson, cameriera della contessa de Ludres. Da questa unione nacquero sette figli di cui l'ultima, Anne Bécu, nata il 16 aprile 1713, sarebbe stata la futura madre di Jeanne.

### Nascita
I registri parrocchiali di Vaucoulers indicano riguardo a Anne Bécu de Cantigny e sua figlia: «Il diciannove d'agosto millesettecentoquarantatre è nata ed è stata battezzata lo stesso giorno Jeanne, figlia naturale di Anne Bécu, detta Cantigny, ed ha avuto per padrino Joseph Demange, e per madrina Jeanne Birabin, che hanno firmato con noi.»
Non è certo chi fu il padre di Jeanne Bécu, la futura Madame du Barry. Tra le possibili ipotesi, la più attendibile sembra designare Jean-Jacques Baptiste Gomard de Vaubernier, il religioso Frère Ange. Era un monaco terziario francescano, del convento dei francescani chiamati Les Picpus, dove Anne Bécu, sarta, si recava regolarmente per il suo lavoro. Questo stesso prete il 1º settembre 1768 benedirà nella chiesa Saint-Laurent a Parigi il matrimonio di Jeanne con Guillaume du Barry. Per tutta la sua vita, la contessa du Barry si farà chiamare (e firmerà) de Vaubernier.
In tempi recenti, lo storico Emmanuel de Waresquiel, ha ipotizzato che Madame du Barry fosse in realtà nata in Italia, ad Albenga, in Liguria nel 1745, poiché Anne Bécu in quel momento era la domestica di un addetto alle munizioni dell'esercito, il ricco finanziere Claude Billard du Monceau, membro del corpo di spedizione francese comandato dal maresciallo di Maillebois durante la guerra di successione austriaca, in quel momento di passaggio. Waresquiel ipotizza che Billard de Monceau e non Vaubernier sia stato il padre biologico di Jeanne, battezzata e registrata solo in seguito in Francia con una falsa data di nascita retrodata di due anni.
Dopo Jeanne, Anne mise al mondo il 14 febbraio 1747 un secondo figlio illegittimo (il cui padre sembra essere un commissario delle finanze), Pierre Claude Bécu, che morirà in tenera età. La reputazione di Anne era molto compromessa. Fu allora che incontrò - opportunamente - Claude Roch Billiard du Monceaux, banchiere, pagatore delle Rendite, fornitore generale dell'Est, ricco finanziere che frequentava spesso la Lorena. Sedotto dalla bellezza della giovane donna, Billiard du Monceaux divenne il suo protettore. La portò con sé a Parigi e le procurò un impiego come cuoca.
Il 18 luglio 1749, Anne Bécu sposò, nella chiesa Saint-Eustache a Parigi, Nicolas Rançon, un domestico a cui Billard de Monceaux farà ottenere un posto di bottegaio in Corsica. Rançon de Montrabé fu addetto alle Accise e collettore delle Gabelle a Fresnays.
In questo periodo, Jeanne Bécu de Cantigny fu messa in collegio presso le dame di Saint-Aure, nel convento parigino della rue Neuve-Sainte-Geneviève. Ci restò 9 anni, dove soffrì per le regole severe, ma apprese la scrittura e l'ortografia, la lettura la matematica, la geografia, la musica, il disegno, la danza, il ricamo, la storia e la religione.
Nel 1759, dopo aver passato 5 mesi in un salone di parrucchieri chiamato Lametz (il cui proprietario aveva quasi sposato ma del quale esaurirà il patrimonio), entrò al servizio della vedova di un fermier generale, Élisabeth de Delay de Lagarde (nata Roussel), ritirata nel suo castello di La Courneuve. A contatto con l'alta società, acquisì poco a poco la spigliatezza e i modi distinti che non la lasceranno più.

### I suoi inizi: Madame du Barry
Verso il 1761, divenne commessa in una boutique situata in rue Neuve-des-Petits-Champs, À la toilette. Questa impresa apparteneva a Claude Edmé Labille, padre della futura ritrattista Adélaïde Labille-Guiard. Jeanne de Vaubernier incominciò a frequentare il mondo della moda. L'abbagliante bellezza della giovane ragazza la fece presto notare.
Fu ricevuta in molti saloni parigini, dove Jean-Baptiste, conte du Barry-Cérès, un gentiluomo tolosano quarantenne, celebre nei circoli della galanteria per la sua depravazione e per l'assenza totale degli scrupoli, fece la sua conoscenza. Jeanne divenne la sua amante quando aveva solo 19 anni. Probabilmente ebbe una figlia nel 1762, di cui si occuperà segretamente, e che a sua volta ebbe due figli.
Qualche anno dopo, Jean-Baptiste volle fare l'elogio della sua conquista al maresciallo di Richelieu, vecchio libertino stimato a corte, di cui la du Barry fu amante, e che immaginò di presentarla al re Luigi XV.

### Presentazione al re e alla corte

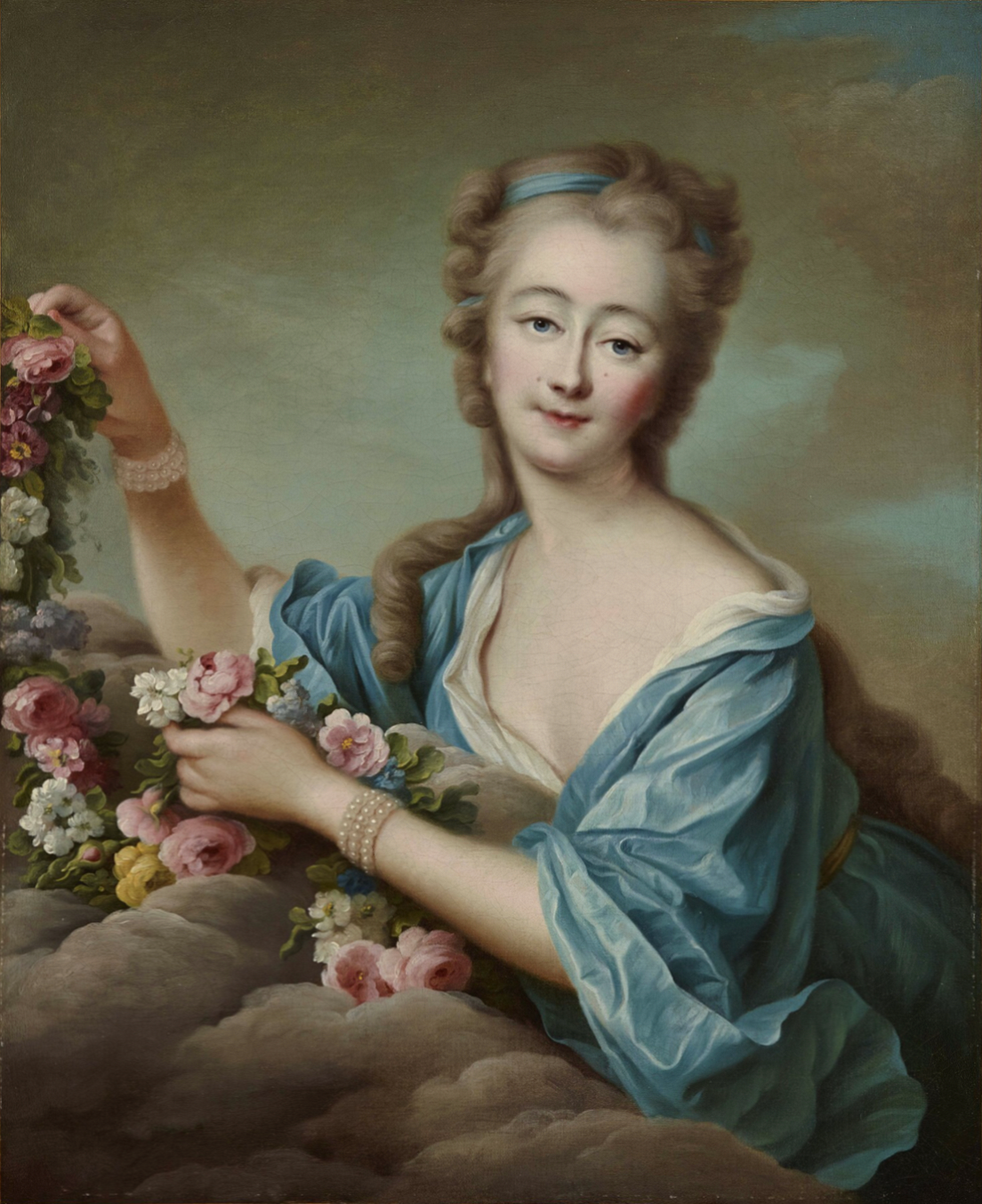
Drouais, secondo ritratto della du Barry come Flora (1771), Castello di Versailles

L'incontro avvenne discretamente, durante la primavera 1768, dall'intermediario di Dominique Lebel, primo valletto di camera del re. Questa operazione non era priva di movente politico per Richelieu, che voleva contrastare il ministro Étienne François de Choiseul. Quest'ultimo, elevato ministro dalla defunta marchesa de Pompadour, sperava di far diventare sua sorella, la duchessa de Grammont, la nuova amante del re o, in caso contrario, anche un'altra donna a sua scelta.
A questo punto, Luigi XV s'innamorò follemente di Jeanne, dotata di un immenso fascino, e i cui talenti nell'amore gli davano una nuova gioventù. La sconfitta di Choiseul fu veloce, e fu grande il suo risentimento verso Madame du Barry, che gli aveva fatto perdere la sua influenza preponderante nei confronti del re (per il quale lui nutriva un segreto disprezzo)

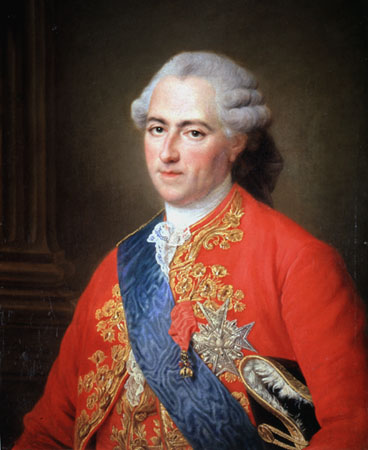
Luigi XV nel 1773.

L'anno 1768 aveva chiuso, per Luigi XV, un decennio di lutti familiari: quello di sua figlia Luisa Elisabetta di Borbone-Francia, duchessa di Parma, morta nel dicembre 1759, di suo nipote maggiore Luigi di Francia, morto nel marzo 1761; di sua nipote Isabella di Borbone-Parma, morta nel novembre 1763; della sua favorita sinceramente compianta, Madame de Pompadour, morta nell'aprile 1764; di suo genero Filippo I di Parma, morto nel luglio 1765; di suo figlio ed erede Luigi Ferdinando di Borbone-Francia, morto nel dicembre 1765; di sua nuora Maria Giuseppina di Sassonia, morta nel marzo 1767; infine quella di sua moglie, la discreta Maria Leszczyńska, morta nel giugno 1768.
In più, un progetto di nuovo matrimonio con l'arciduchessa Maria Elisabetta d'Asburgo-Lorena (sorella maggiore di Maria Antonietta), era in programma, ma la bellezza di questa principessa di 25 anni era stata rovinata dal vaiolo, malattia frequente all'epoca - e di cui il re stesso morirà.
Il re, sempre molto bello ma avanti negli anni (ne aveva allora 58) e nevrastenico, era quindi libero. Desiderava fare di Mademoiselle de Vaubernier la sua nuova favorita. Ma ciò non poteva accadere senza una presentazione ufficiale a corte da parte di una persona che vi avesse le sue entrature, e senza che la persona presentata fosse sposata.
Il cavaliere Jean-Baptiste du Barry, avendo già preso moglie (Ursule Dalmas de Vernogrèse, che terminerà i suoi giorni in un convento), fece sposare Jeanne a suo fratello minore, il conte Guillaume du Barry. Jeanne divenne quindi la cognata del suo amante mentre suo marito fu immediatamente rinviato nella sua Languedoc natale con una pensione di 5.000 livres che ricompensavano la sua complicità.
Per la madrina, si fece ricorso alla contessa de Béarn; appartenente ad una nobile famiglia, ma assai anziana e soprattutto indebitata, accettò questo impiego per pagare i suoi debiti.
Sposata e munita di un cognome più in vista di Bécu, Madame la contessa du Barry, fu presentata a Corte il 22 aprile 1769.

### La sua ascesa come favorita reale

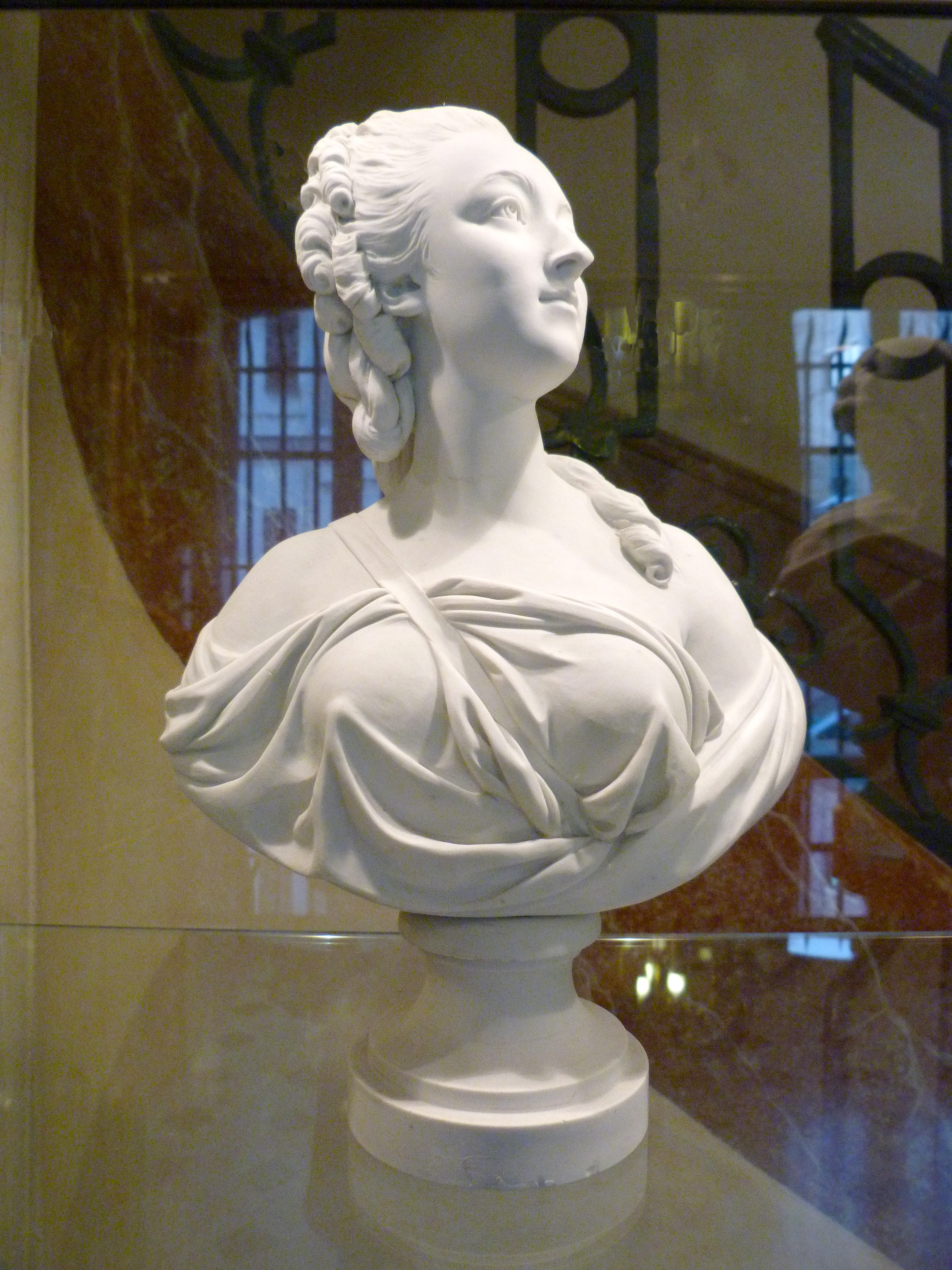
Madame du Barry. Busto in porcellana (Versailles, museo Lambinet)

A differenza di Madame de Pompadour, Jeanne du Barry si adattò perfettamente agli usi della corte ma non s'interessava agli affari e non cercava di giocare un ruolo politico - di questo Luigi XV le fu grato. Intermediaria del maresciallo de Richelieu, lei non mancò d'influenzare discretamente questa o quella decisione, ottenendo così la grazia di molti condannati a morte. Ma malgrado gli intrighi della duchessa de Grammont e di altre donne invidiose della sua posizione, si sforzò di essere gradevole a tutti (contrariamente a Madame de Pompadour, che non perdonava le offese e se ne vendicava anche aspramente). Voltaire, a cui lei aveva inviato due baci per posta, le inviò al ritorno del corriere questa celebre quartina:
(Voltaire)

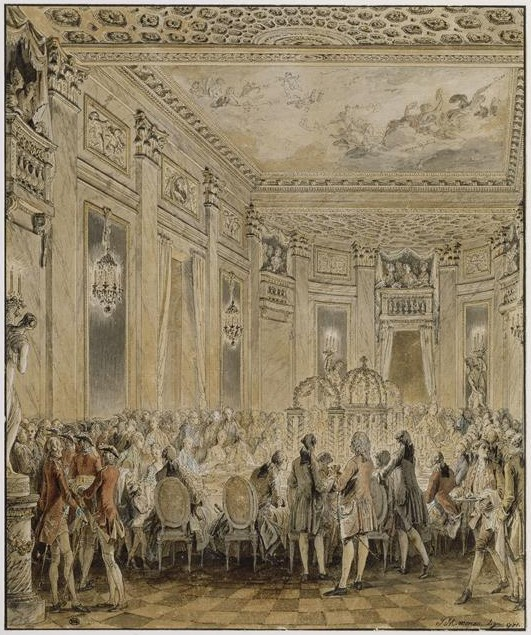
Festa data a Louveciennes, il 2 settembre 1771.

In quello stesso anno il re le donò il castello di Louveciennes, che lei fece subito ingrandire incaricando per questo l'architetto del re, Ange-Jacques Gabriel. Tuttavia, il clan Choisuel non demordeva. Uno di loro, Mathieu-François Pidansat de Mairobert, pubblicò delle memorie segrete, (Anecdotes sur Mme la comtesse du Barry) all'origine degli attacchi di cui Madame du Barry fu costantemente l'oggetto. Diffondeva o suscitava delle canzoni licenziose, opuscoli, anche dei libelli pornografici (quali L'Apprentissage d'une fille de modes o L'Apothéose du roi Pétaud). Per forza di cose, Madame du Barry si trovò sostenuta dal partito devoto, ostile a Choiseul. Per aver concluso il matrimonio del Delfino e di Maria Antonietta, il Primo ministro si credeva intoccabile.
Prevenuta contro Madame du Barry dal suo arrivo in Francia nel 1770, la giovanissima Delfina, dal carattere integro, le dimostrò subito una viva antipatia. Incoraggiata dal clan Choiseul e Mesdames, figlie di Luigi XV, la trattò con un disprezzo ostentato, rifiutandosi di rivolgerle la parola e, pertanto, impedendo a Madame du Barry di poterle parlare. Infatti, il protocollo di corte prevedeva che il nobile di rango più inferiore dovesse attendere necessariamente che quello di rango superiore iniziasse una conversazione con lui o lei, prima di poter parlare a sua volta. Questo rifiuto della Delfina a parlare alla du Barry costituiva una grande offesa, indisponendo tutti, dal re fino ai cancellieri, tanto che fu necessario che la stessa imperatrice d'Austria, madre della Delfina, imponesse da Vienna a sua figlia un comportamento più diplomatico. Sotto l'influenza di sua madre e dei suoi tutori, finì per dirle una frase di nove parole: «Il y a bien du monde aujourd'hui à Versailles. (Ci sono molte persone oggi a Versailles)» in occasione del primo dell'anno.
Nel 1771, in seguito alle continue umiliazioni inflitte a Madame du Barry - tra l'altro al teatro del castello di Fontainebleau - Luigi XV decise di licenziare Choiseul e lo sostituì con il duca d'Aiguillon, cosa che accrebbe il rancore di Maria Antonietta.
Consacrata ormai compagna reale ufficiale, Madame du Barry organizzò il matrimonio del conte di Provenza (fratello minore di Luigi XVI) con Maria Giuseppina di Savoia.
Tuttavia, per riscattare i peccati del padre (l'ultimo era la sua relazione dichiarata con Madame du Barry), la più giovane delle figlie di Luigi XV, Madame Luisa - mistica dall'infanzia - entrò nel carmelo di Saint-Denis il 10 ottobre 1770 e vi pronunciò i voti il 12 settembre 1771.

### Il suo mecenatismo
Si è spesso affermato che il ruolo della contessa du Barry in materia artistica fu inferiore a quello di Madame de Pompadour. Tuttavia Madame du Barry s'interessò vivamente alle arti. Ma la brevità del suo "regno" (5 anni) non le ha permesso di imprimere un segno comparabile a quello della sua precedente favorita.
Praticava il disegno con talento. Giocò un ruolo di mecenate incoraggiando l'artigianato artistico francese. Ispirò i più grandi artisti della sua epoca, tra cui lo scultore Louis Boizot, direttore della manifattura di Sèvres. Contribuì anche allo sviluppo del neoclassicismo rivelando l'architetto Claude Nicolas Ledoux, che costruì il suo padiglione di musica di Louveciennes, o commissionando ordini ai pittori Joseph-Marie Vien, François Hubert Drouais, Jean-Baptiste Greuze o a Jean-Honoré Fragonard, agli scultori Félix Locomte, Augustin Pajou o Christophe-Gabriel Allegrain, e ad altri ancora. Le sue collezioni di mobili e oggetti d'arte furono sontuose e diedero vita alle più belle creazioni dell'ebanista Louis Delanois, costruttore di sedie, dell'ebanista Martin Carlin o del bronziere Pierre Gouthière. Di gran gusto, come testimoniano le sue collezioni descritte da Charles Vatel, Madame du Barry ha, in un certo modo, inventato lo stile Luigi XVI:
()
In ogni modo, elegante e di gusto raffinato, la contessa du Barry esercitò un'influenza preponderante sulla moda della sua epoca. Lanciò soprattutto la moda delle stoffe a righe, che durerà in tutta Europa fino alla fine del XVIII secolo.

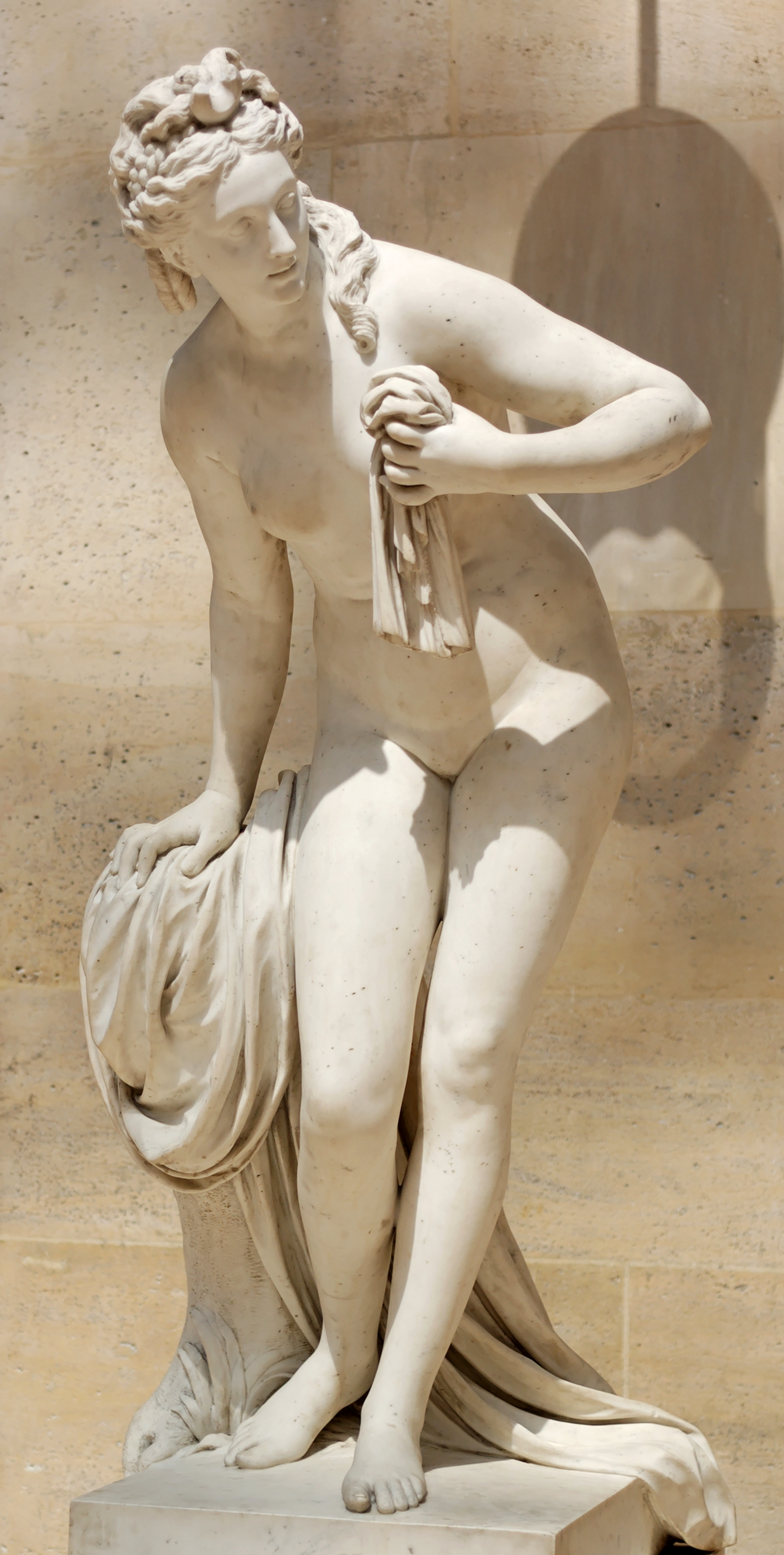
Diana, decori dei giardini.
Vista del giardino del Louveciennes.
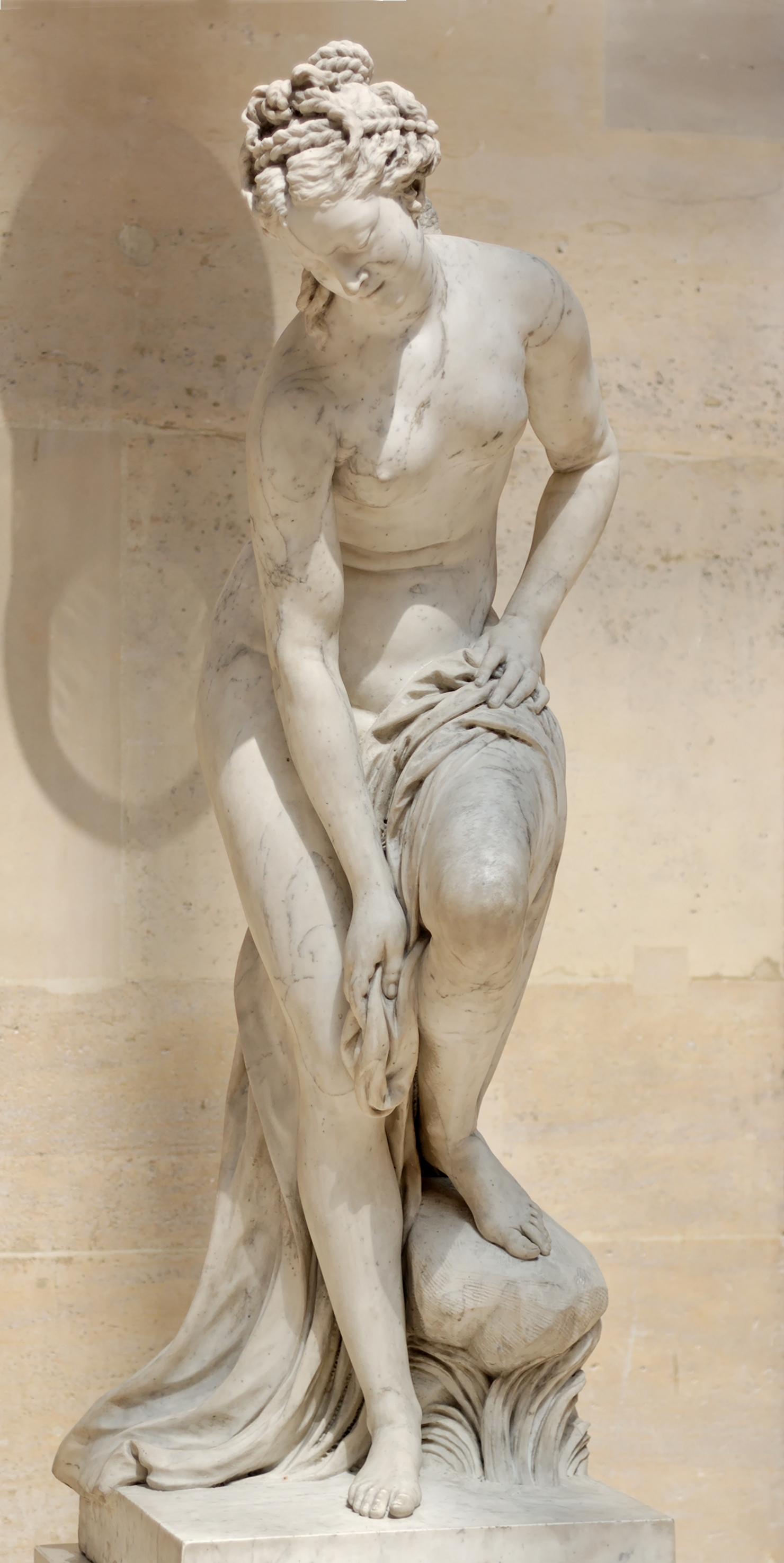
Venere decori dei giardini.

### Esilio a Louveciennes dopo la morte di Luigi XV

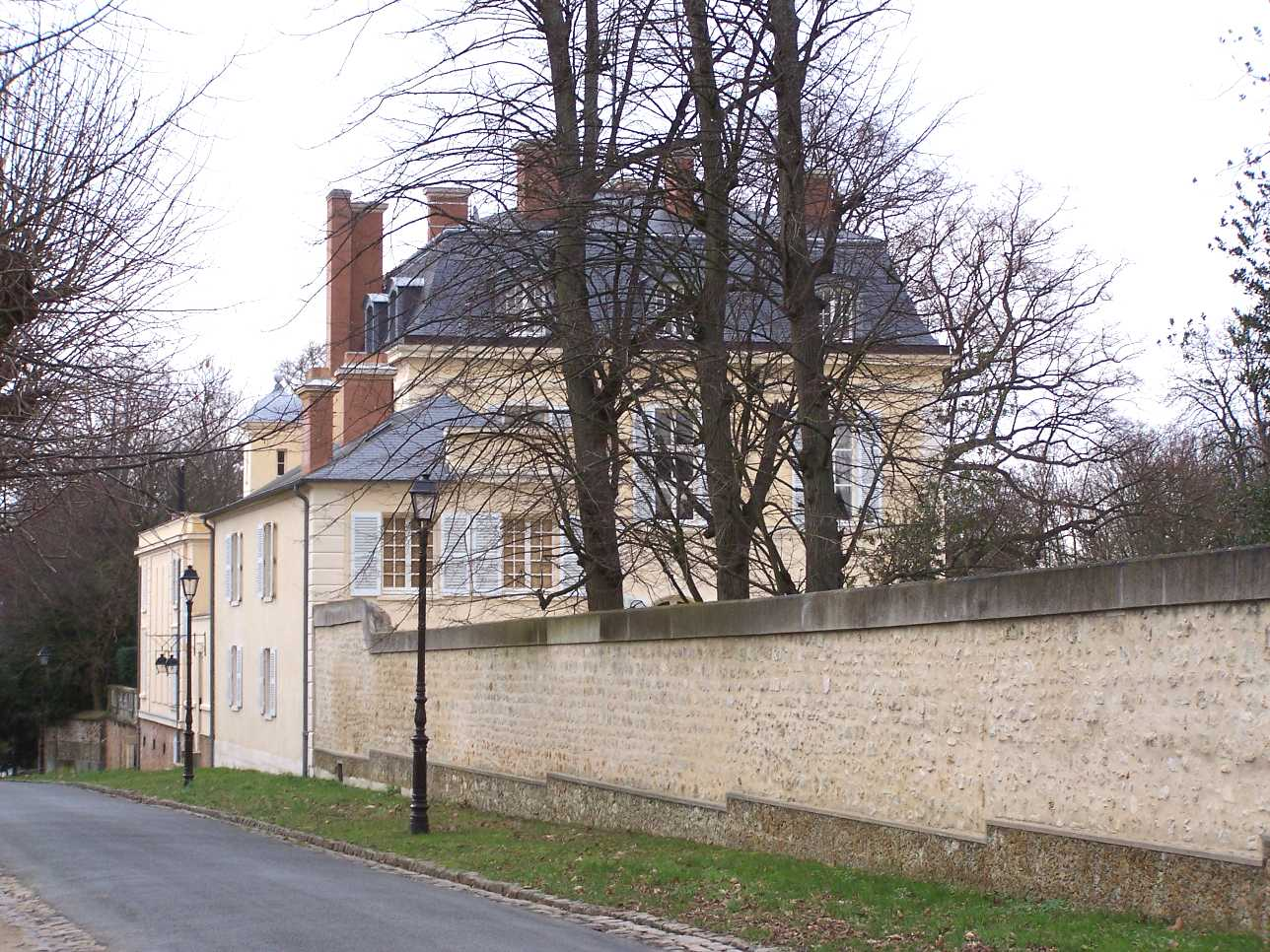
Louveciennes, padiglione a Marly dove abitava Madame du Barry e dove una notte del 1791 furono rubati i suoi gioielli nella credenza della sua camera.

Dalla morte di Luigi XV (10 maggio 1774), il suo nipote e successore Luigi XVI, probabilmente influenzato da Maria Antonietta e dalle zie, rilasciò una lettera con sigillo reale contro la contessa du Barry. 

Madame du Barry nel 1781, ritratta da Élisabeth Vigée Le Brun

Il duca de La Vrillière, Louis Phélypeaux de Saint-Florentin, fu incaricato di condurla di notte al convento di Pont-aux-Dames, nella diocesi di Meaux. Poi le confiscò le sue carte, che arrivarono in parte nelle mani del clan Choiseul. Alcune furono utilizzate per pubblicare una corrispondenza apocrifa, mescolanza di vero e di falso che apparve qualche anno dopo. Nacque così la leggenda secondo la quale le contessa du Barry fosse uscita dal bordello di Marguerite Gourdan.
Quasi un anno dopo, nell'aprile 1775, la contessa du Barry fu liberata.
Comprò una proprietà a Saint-Vrain, dove però si sentiva troppo isolata. Nell'ottobre 1776, il conte di Maurepas ottenne dal re che lei potesse ritornare nel castello di Louveciennes, l'usufrutto del quale Luigi XV le aveva ceduto nel 1769 e dove lei si trovò benissimo.
Ci visse una vita piacevole e felice, segnata da una lunga storia con Louis Hercule Timoléon de Cossé-Brissac, conte poi duca di Cossé-Brissac, e dalle piacevoli visite di Madame Élisabeth Vigée Le Brun, che divenne una sua amica e ci lasciò di lei tre stupendi ritratti.
Nel 1777, Giuseppe II, imperatore del Sacro Romano Impero, fratello della regina, di passaggio in Francia in incognito sotto il nome di conte di Falkenstein, per tentare tra l'altro di risolvere i problemi coniugali della giovane coppia reale, non esitò a venire a salutare la contessa, con grande disappunto di sua sorella. Farle un simile scherzo non gli dispiaceva. Si racconta che, quando l'antica favorita volle cedergli il passo, l'imperatore l'avrebbe invitata a precederlo dicendole: «Passate, madame, la bellezza è sempre regina!»
L'anno seguente, andò a visitare il suo corrispondente Voltaire, anziano e malato, in omaggio all'uomo che lei ammirava ma anche alla filosofia dei Lumi.

### La rivoluzione: la sua tragica fine

Ritratto eseguito da Élisabeth Vigée Le Brun nel 1782, Corcoran Gallery of Art (Washington)

Nel 1789, la contessa du Barry offrì i suoi servigi alla corte. Nell'ora del pericolo, quando molti cortigiani si rifugiarono all'estero, lei non cessò di sostenere dall'interno la contro-rivoluzione nascente. Ma il suo passato la rese sospetta. Per i rivoluzionari, ciò che restava della fortuna della sua antica condizione di amante reale ne fece un bersaglio perfetto.
Nella notte tra il 10 e l'11 gennaio 1791, grazie a una scala trovata nelle vicinanze, degli scassinatori venuti da Parigi si introdussero in sua assenza nella sua camera del castello di Louveciennes, scassinarono il suo comò e rubarono diamanti e gioielli preziosi, il cui valore attuale è stimato intorno ai sessanta milioni di euro. Furono ritrovati un mese dopo a Londra, dove lei passò quattro soggiorni successivi tra il 1791 e il 1793 per tentare - invano - di recuperarli. In effetti, si trovavano nelle mani della spia Nathaniel Parker-Forth. Quest'ultimo li conservò fino alla loro vendita a proprio favore da Christie's, alcuni anni dopo la morte della contessa.
Intanto, il duca di Cossé-Brissac era divenuto comandante capo della guardia costituzionale del Re, ma questo corpo, sospettato di troppa fedeltà al monarca, fu sciolto il 29 maggio 1792 dall'Assemblea legislativa e il suo comandante imprigionato a Orléans, in attesa del giudizio a Parigi dell'Alta corte.
Il 10 agosto il Palazzo delle Tuileries fu preso d'assalto dai rivoltosi e la famiglia reale venne incarcerata alla Torre del Tempio. I massacri di settembre insanguinarono Parigi e terrorizzarono la provincia. Il 9 settembre, il convoglio che riportava alla capitale il duca e i suoi compagni di sventura passò per Versailles, dove i prigionieri, abbandonati alla loro sorte dalle guardie, furono massacrati da un gruppo di tagliagole. I loro corpi vennero fatti a pezzi. La testa del duca viene gettata attraverso una finestra nel salone della contessa du Barry.

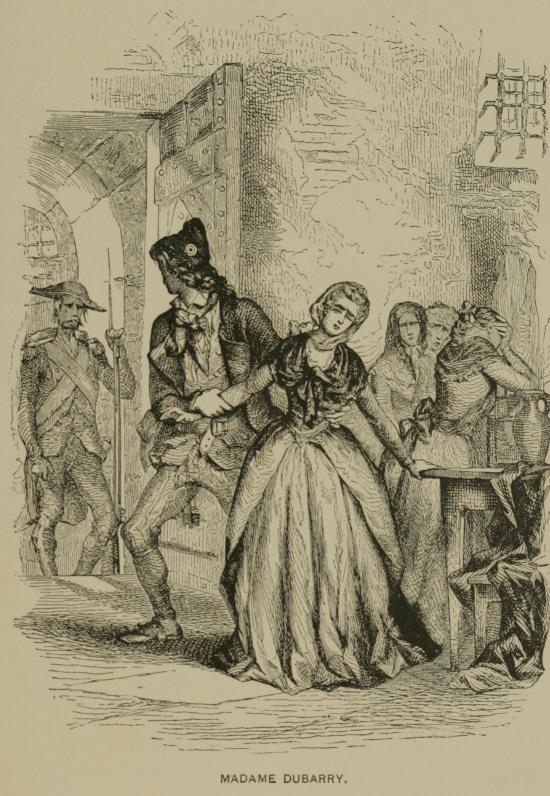
Partenza per la ghigliottina.

Dopo l'esecuzione di Luigi XVI (21 gennaio 1793), che non esitò a piangere, alla vigilia della dichiarazione di guerra contro la Gran Bretagna, Madame du Barry tornò precipitosamente in Francia per evitare l'apposizione di sigilli sulla sua proprietà di Louveciennes. Ma in quell'epoca, un soggiorno in Inghilterra era equiparato ad un aiuto agli emigrati e implicava l'arresto e quindi la condanna.
Oltre che dal suo servo Zamor, originario del Bengala, Madame du Barry fu denunciata da George Greive, identificato più tardi come un agente inglese in Francia. Implacabile nel volere la sua rovina, sembra aver desiderato fortemente le sue carte e, soprattutto, la sua corrispondenza con Brissac. Quest'ultima forniva preziose informazioni sugli sforzi dei monarchici dell'interno per salvare la monarchia assoluta, per esempio finanziando le guerre di Vandea. Sembra anche possibile che Greive abbia venduto questa corrispondenza al suo governo.
Malgrado una petizione firmata in suo favore da 59 abitanti di Louveciennes, divenne sospetta subito dopo l'approvazione della legge del 17 settembre 1793. Dichiarata nemica della rivoluzione, fu imprigionata a Saint-Pélagie il 22 settembre 1793, nella stessa cella di Grace Elliott, l'amante del duca d'Orléans. Trasferita alla Conciergerie, il suo processo si aprì il 6 dicembre davanti al Tribunale rivoluzionario. Fu difesa dall'avvocato d'ufficio Claude François Chauveau-Lagarde, celebre legale, lo stesso di Maria Antonietta. Il giorno seguente, dopo un rapido processo presieduto da Fouquier-Tinville, fu condannata alla ghigliottina.
L'esecuzione ebbe luogo nell'attuale Piazza della Concordia (precedentemente piazza Luigi XV e al tempo Place de la Révolution) l'8 dicembre (18 Frimaio anno II del calendario repubblicano). Madame du Barry, ingannata dai rivoluzionari e sperando di salvarsi la vita, fece l'inventario dei suoi averi, ma nonostante la confisca degli averi, la condanna a morte fu confermata. Pare che negli ultimi istanti il coraggio l'abbia abbandonata.

## Nella cultura di massa

### Cinema
Molti film hanno come protagonista o come comprimaria la contessa du Barry:
- Un Amour de la du Barry, regia di Albert Capellani (1912) con Stacia Napierkowska
- The Seats of the Mighty, regia di T. Hayes Hunter (1914) con Marjorie Brenner
- Du Barry, regia di Edoardo Bencivenga (1915) con Mrs. Leslie Carter
- Madame du Barry, regia di J. Gordon Edwards (1917) con Theda Bara
- Madame du Barry, regia di Ernst Lubitsch (1919) con Pola Negri
- Madame du Barry (Du Barry, Woman of Passion), regia di Sam Taylor (1930) con Norma Talmadge
- Madame du Barry, regia di William Dieterle (1934) con Dolores del Río
- Hat, Coat and Glove, regia di Worthington Miner (1934) con Margaret Hamilton
- I Give My Heart o The Loves of Madame Dubarry, regia di Marcel Varnel (1935) con Gitta Alpár
- George White's 1935 Scandals, regia di George White (1935) con Lois Eckert
- Le perle della corona, regia di Sacha Guitry (1937) con Simone Renant
- Risaliamo i Campi Elisi (Remontons les Champs-Élysées), regia di Sacha Guitry (1938) con Ariane Pathé
- Maria Antonietta (Marie Antoinette), regia di W. S. Van Dyke (1938) con Gladys George
- Mademoiselle du Barry (DuBarry Was a Lady), regia di Roy Del Ruth (1943) con Lucille Ball
- Gli spadaccini della serenissima o Cagliostro (Black Magic), regia di Gregory Ratoff (1949) con Margot Grahame
- Die Dubarry, regia di Georg Wildhagen (1951) con Sari Barabas
- Madame du Barry, regia di Christian-Jaque (1954) con Martine Carol
- Die Dubarry, regia di Werner Jacobs - Film TV (1975) con Gail Robinson
- Marie Antoinette, regia di Sofia Coppola (2006) con Asia Argento
- Jeanne du Barry - La favorita del re (Jeanne du Barry), regia di Maïwenn (2023)

### Animazione
- Lady Oscar: manga e anime di Riyoko Ikeda.